# Krzysztof Grajewski
Krzysztof Grajewski (ur. 1966) – polski prawnik, doktor habilitowany nauk prawnych, profesor nadzwyczajny Uniwersytetu Gdańskiego, specjalista w zakresie prawa konstytucyjnego.

## Życiorys
Syn Jana Grajewskiego. 
W 1999 na podstawie napisanej pod kierunkiem Andrzeja Pułło rozprawy pt. Immunitet parlamentarny w prawie polskim otrzymał na Wydziale Prawa i Administracji Uniwersytetu Gdańskiego stopień naukowy doktora nauk prawnych w zakresie prawa, specjalność: prawo konstytucyjne. Tam też w 2010 na podstawie dorobku naukowego oraz rozprawy pt. Odpowiedzialność posłów i senatorów na tle zasady mandatu wolnego uzyskał stopień doktora habilitowanego nauk prawnych w zakresie prawa.
Został profesorem nadzwyczajnym w Katedrze Prawa Konstytucyjnego i Instytucji Politycznych Wydziału Prawa i Administracji Uniwersytetu Gdańskiego.